# Кольманн, Аннелиза
Аннелиза Кольманн (нем. Anneliese Kohlmann, 1 марта 1921, Гамбург, Германия — 17 сентября 1977, Берлин, Германия) — надзирательница концентрационных лагерей Нойенгамме и Берген-Бельзен, нацистская военная преступница.

## Жизнь до войны и работа в лагерях
Аннелиза Кольманн родилась 1 марта 1921 года в Гамбурге, в семье масонов Маргрет и Георга Кольманн. 1 апреля 1940 года она стала членом НСДАП и до ноября 1944 года работала водителем трамвая. 4 ноября 1944 года Кольманн вступила в свиту СС и была назначена надзирателем в один из филиалов концлагеря Нойенгамме на севере Германии. В марте 1945 года она была переведена в лагерь Гамбург-Тиефстак, 8 апреля 1945 года – в Берген-Бельзен.

## Арест, суд и дальнейшая судьба

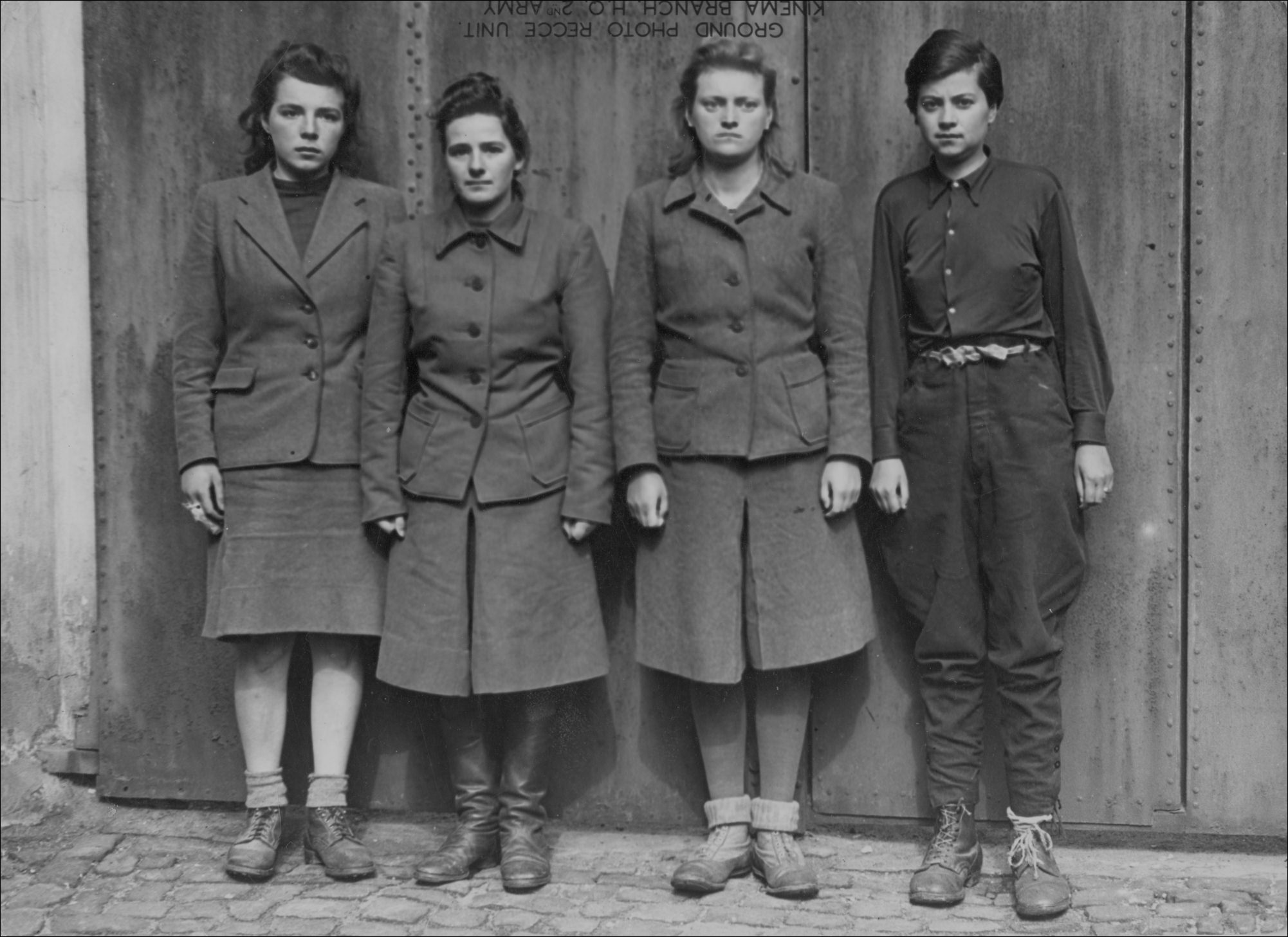
Надзирательницы после ареста. Кольманн крайняя справа, одета в мужскую одежду.

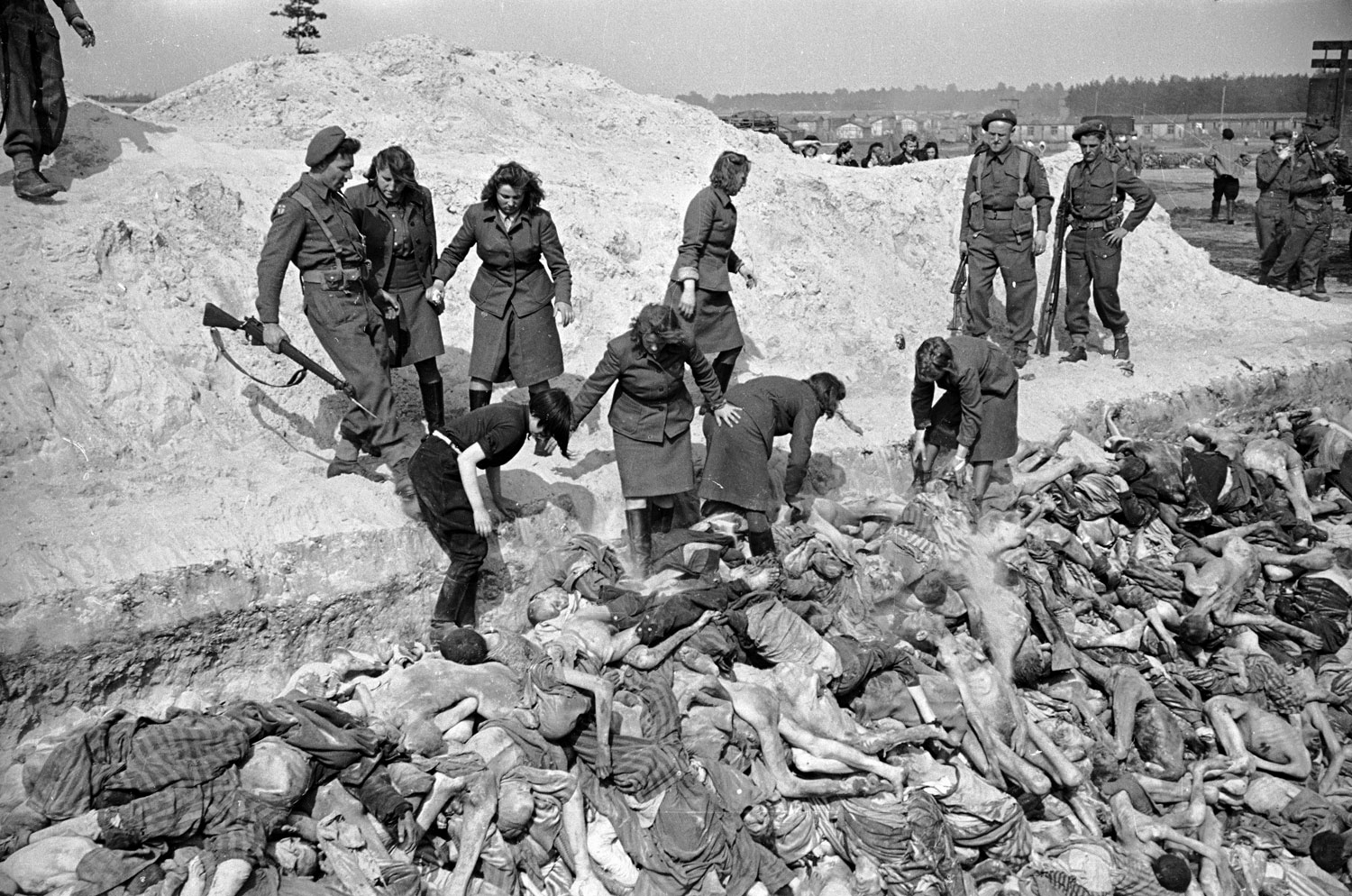
Кольманн и другие надзирательницы хоронят погибших узников.

После освобождения лагеря Союзниками Кольманн попыталась сбежать из лагеря, переодевшись в мужскую одежду заключённого, но была опознана выжившими узниками и арестована. Вместе с другими женщинами-надзирательницами она участвовала в погребении погибших узников в качестве наказания. До суда Аннелиза была помещена в тюрьму немецкого города Целле. На суде в Люнебурге по делу Берген-Бельзена Аннелиза Кольманн была признана виновной в жестоком обращении с узниками и в сексуальной эксплуатации молодых женщин. Свидетели описывали, что Кольманн неоднократно забивала узников ногами по лицу до потери сознания. Также свидетелями был описан случай, когда Кольманн наказала как минимум одну женщину 30 ударами плетью за украденный кусок хлеба. При вынесении приговора суд учёл факт, что Кольманн не убила никого из узников за время службы. Ей было назначено наказание в виде лишения свободы сроком на 2 года. Отбыв свой срок в тюрьме Гамбурга, в 1965 году Аннелиза Кольманн переехала в Западный Берлин, где умерла 17 сентября 1977 года в возрасте 56 лет. После освобождения она какое-то время работала проституткой и водителем грузовика, но в конечном итоге устроилась работать поваром в целендорфской больнице и умерла на рабочем месте.

## В популярной культуре
Кольманн является одним из главных героев драматической пьесы «Под кожей» израильского драматурга Йонатана Кальдерона. В пьесе изображён лесбийский любовный роман между надзирательницей Аннелизой Кольманн и одной из её женских еврейских заключённых, балериной Шарлоттой Рознер. Кольманн действительно в период службы в НСДАП начала осознавать себя как лесбиянку, из-за чего в тюрьме Гамбурга она сидела в одиночной камере.